# Billy Joel

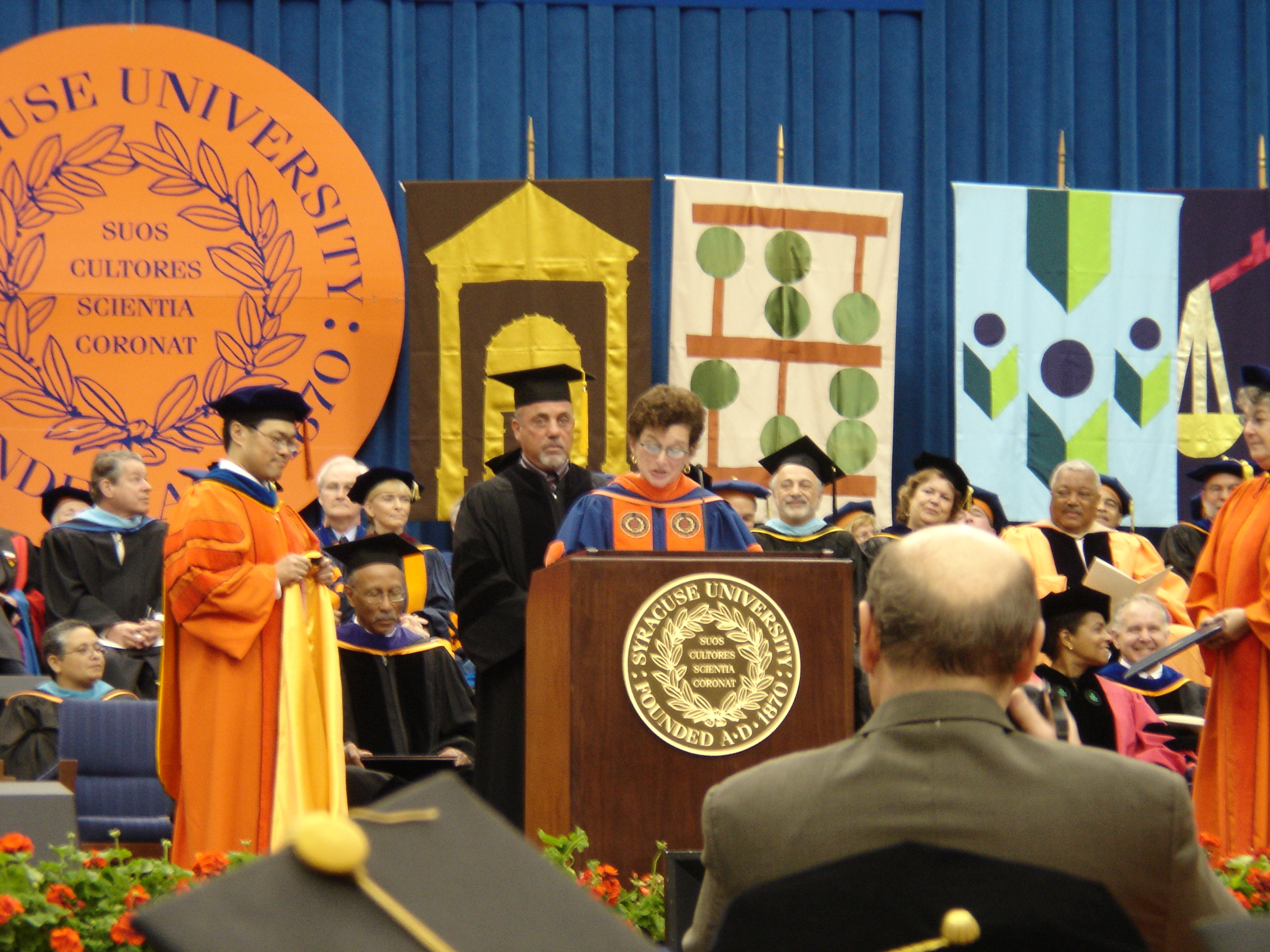
Joel (w czarnej todze) na uroczystości przyznania doktoratu hc Uniwersytetu Syracuse (2006)

Billy Joel, właśc. William Martin Joel (ur. 9 maja 1949 w Nowym Jorku) – amerykański piosenkarz, muzyk rockowy i kompozytor muzyki popularnej i poważnej.

## Życiorys
Jest synem żydowskiego emigranta z Niemiec Helmuta (vel Howarda) Joela i żydowskiej emigrantki z Anglii, Rosalind Nyman. Od dziecka był związany z muzyką. Zadebiutował na rynku fonograficznym w 1971 albumem pt. Cold Spring Harbor. W 1973 wylansował swój pierwszy przebój – balladę „Piano Man”. Następnie nagrał także hity: „Just The Way You Are” (1978), „Uptown Girl” (1983), „A Matter of Trust” (1986), „Leningrad”  (1989), „We Didn’t Start The Fire” (1989) „River of Dreams” (1993) i „All About Soul” (1993).
W 1997 zakończył karierę na rzecz komponowania utworów fortepianowych. Wydał album pt. Fantasies & Delusions, zawierający 12 miniatur fortepianowych w wykonaniu Richarda Joo. Nagrania spotkały się z mieszanym przyjęciem – część krytyków przyjęła je entuzjastycznie, widząc w nich powiew świeżości, w nadmiernie sformalizowanej muzyce współczesnej, inni krytykowali Joela za brak oryginalności i zapożyczenia stylistyczne. Mimo oficjalnego odejścia z rockowych estrad artysta powrócił na scenę kilka razy z okazji koncertów „face-to-face” z Eltonem Johnem, a także po zamachach na Nowy Jork we wrześniu 2001.
Otrzymał Doctor honoris causa Fairfield University of Connecticut.
Należy do czołówki najlepiej zarabiających muzyków rockowych wszech czasów. W 1999 został umieszczony w Rock and Roll Hall of Fame.
W latach 1985–1994 był mężem top modelki Christie Brinkley.

## Dyskografia
Albumy studyjne i koncertowe:
- 1971 – Cold Spring Harbor
- 1973 – Piano Man
- 1974 – Streetlife Serenade
- 1976 – Turnstiles
- 1977 – The Stranger
- 1978 – 52nd Street
- 1980 – Glass Houses
- 1981 – Songs in the Attic [live]
- 1982 – The Nylon Curtain
- 1983 – An Innocent Man
- 1986 – The Bridge
- 1987 – Концерт (Live in Leningrad)
- 1989 – Storm Front
- 1993 – River of Dreams
- 2000 – 2000 Years – The Millennium Concert [live]
- 2001 – Fantasies & Delusions
- 2006 – 12 Gardens Live

Albumy kompilacyjne:
- 1985 – Greatest Hits Volume I and II
- 1988 – Starbox
- 1989 – Souvenir: The Ultimate Collection (box-set compilation)
- 1997 – Greatest Hits Volume III
- 1997 – The Complete Hits Collection: 1973–1997 Limited Edition
- 1998 – Greatest Hits Volume I, II and III
- 2000 – The Ultimate Collection
- 2001 – The Essential Billy Joel
- 2004 – Piano Man: The Very Best of Billy Joel
- 2005 – My Lives (box-set compilation)

Notowane single:
| Rok  | Tytuł                    | Pozycja na Liście |
| Rok  | Tytuł                    | LP3               |
| ---- | ------------------------ | ----------------- |
| 1983 | Uptown Girl              | 11                |
| 1986 | A Matter of Trust        | 3                 |
| 1989 | We Didn’t Start the Fire | 3                 |
| 1990 | Leningrad                | 4                 |
| 1990 | I Go to Extremes         | 49                |
| 1990 | The Downeaster “Alexa”   | 22                |
| 1993 | The River of Dreams      | 10                |

Dorobek kompozytorski:
| Dzieła kompozytorskie                                     | Dzieła kompozytorskie |
| Tytuł dzieła                                              | Forma muzyczna        |
| --------------------------------------------------------- | --------------------- |
| Just the Way You Are                                      | utwór fortepianowy    |
| Movin’ Out                                                | balet                 |
| New York State of Mind                                    | utwór fortepianowy    |
| Root Beer Rag Rag                                         | utwór fortepianowy    |
| Shameless – Aria                                          | utwór fortepianowy    |
| On a Separatio, Op. 1                                     | utwór fortepianowy    |
| Nunley’s Carousel – Walc, Op. 2                           | utwór fortepianowy    |
| Villa d’Este, Op. 3                                       | utwór fortepianowy    |
| Film Noir – Fantazja na fortepian, Op. 4                  | utwór fortepianowy    |
| Steinway Hall – Walc, Op. 5                               | utwór fortepianowy    |
| Invention for piano in C minor – Inwencja w c-moll, Op. 6 | utwór fortepianowy    |
| Grand Canal – Aria na fortepian, Op. 7                    | utwór fortepianowy    |
| Star-Crossed – Suita, Op. 8                               | utwór fortepianowy    |
| For Lola – Walc, Op. 9                                    | utwór fortepianowy    |
| Dublinesque – Aria na fortepian, Op. 10                   | utwór fortepianowy    |